# Wahlen zum Senat der Vereinigten Staaten 1862 und 1863
Die Wahlen zum Senat der Vereinigten Staaten 1862 und 1863 zum 38. Kongress der Vereinigten Staaten fanden zu verschiedenen Zeitpunkten statt. Es waren die Halbzeitwahlen (engl. midterm election) in der Mitte von Abraham Lincolns erster Amtszeit. Vor der Verabschiedung des 17. Zusatzartikels wurden die Senatoren nicht direkt gewählt, sondern von den Parlamenten der Bundesstaaten bestimmt.
Zur Wahl standen 18 der 22 Senatssitze der Klasse I, deren Inhaber 1856 und 1857 für eine Amtszeit von sechs Jahren gewählt worden oder später nachgerückt waren. Während des Sezessionskriegs wurden die Senatoren der Staaten der Konföderation ausgeschlossen. Die Sitze von Florida, Mississippi, Tennessee und Texas blieben daher vakant, nicht allerdings die Virginias, wo es ein unionstreues Gegenparlament gab. Zusätzlich fanden für drei dieser Sitze sowie drei der Klasse II Nachwahlen statt, bei denen die Demokraten einen Sitz der Unionisten und zwei der Republikaner gewinnen konnten.
Von den 18 regulär zur Wahl stehenden Sitzen waren vier von Demokraten, zehn von Republikanern und vier von Unionisten besetzt. Neun Amtsinhaber wurden wiedergewählt (1 D, 7 R, 1 U), einen Sitz konnten die Demokraten halten, zwei die Republikaner und zwei die Unionisten. Die Republikaner gewannen zwei Sitze der Demokraten, verloren aber einen an diese. Einen weiteren Sitz gewannen die Demokraten von den Unionisten. Noch vor der ersten regulären Tagungsperiode des Kongresses wurde West Virginia als neuer Staat aufgenommen, sein Parlament wählte zwei Unionisten in den Senat. Damit vergrößerte sich die Mehrheit der Republikaner, die am Ende des 37. Kongresses bei 30 gegen elf Demokraten und sieben Unionisten (Unionist Party und Unconditional Union Party) gelegen hatte, auf 33 Republikaner gegen zehn Demokraten und neun Unionisten.
Zu Veränderungen nach der Wahl siehe auch Liste der Mitglieder des Senats im 38. Kongress der Vereinigten Staaten.

## Ergebnisse

### Wahlen während des 37. Kongresses
Die Gewinner dieser Wahlen wurden vor dem 4. März 1863 in den Senat aufgenommen, also während des 37. Kongresses.
| Staat        | Amtierender Senator          | Partei       | Nachwahl  | Datum         | Ergebnis                   | Neuer Senator         |
| ------------ | ---------------------------- | ------------ | --------- | ------------- | -------------------------- | --------------------- |
| Illinois     | Orville H. Browning, ernannt | Republikaner | Klasse II | 12. Jan. 1863 | Zugewinn Demokraten        | William A. Richardson |
| Indiana      | Joseph A. Wright, ernannt    | Unionist     | Klasse I  | 14. Jan. 1863 | Zugewinn Demokraten        | David Turpie          |
| Michigan     | Kinsley S. Bingham           | Republikaner | Klasse II | 17. Jan. 1862 | von Republikanern gehalten | Jacob M. Howard       |
| New Jersey   | Richard S. Field, ernannt    | Republikaner | Klasse I  | 14. Jan. 1863 | Zugewinn Demokraten        | James W. Wall         |
| Oregon       | Benjamin Stark, ernannt      | Demokrat     | Klasse II | 12. Sep. 1862 | von Demokraten gehalten    | Benjamin F. Harding   |
| Rhode Island | James F. Simmons             | Republikaner | Klasse I  | 5. Sep. 1862  | von Republikanern gehalten | Samuel G. Arnold      |

- ernannt: Senator wurde vom Gouverneur als Ersatz für einen ausgeschiedenen Senator ernannt, Nachwahl nötig.

### Wahlen zum 38. Kongress
Die Gewinner dieser Wahlen wurden am 4. März 1863 in den Senat aufgenommen, also bei Zusammentritt des 38. Kongresses. Alle Sitze dieser Senatoren gehören zur Klasse I.
| Staat         | Amtierender Senator  | Partei       | Datum                   | Ergebnis                   | Neuer Senator       |
| ------------- | -------------------- | ------------ | ----------------------- | -------------------------- | ------------------- |
| Connecticut   | James Dixon          | Republikaner | 1863                    | wiedergewählt              | James Dixon         |
| Delaware      | James A. Bayard      | Demokrat     | 1863                    | wiedergewählt              | James A. Bayard     |
| Florida       | vakant               | vakant       | Bürgerkrieg, keine Wahl | Bürgerkrieg, keine Wahl    | vakant              |
| Indiana       | Joseph A. Wright     | Unionist     | 1862                    | Zugewinn Demokraten        | Thomas A. Hendricks |
| Kalifornien   | Milton Latham        | Demokrat     | 1862 oder 1863          | Zugewinn Republikaner      | John Conness        |
| Maine         | Lot M. Morrill       | Republikaner | 1863                    | wiedergewählt              | Lot M. Morrill      |
| Maryland      | Anthony Kennedy      | Unionist     | 1862 oder 1863          | von Unionisten gehalten    | Reverdy Johnson     |
| Massachusetts | Charles Sumner       | Republikaner | 1863                    | wiedergewählt              | Charles Sumner      |
| Michigan      | Zachariah Chandler   | Republikaner | 1863                    | wiedergewählt              | Zachariah Chandler  |
| Minnesota     | Henry Mower Rice     | Demokrat     | 1863                    | Zugewinn Republikaner      | Alexander Ramsey    |
| Mississippi   | vakant               | vakant       | Bürgerkrieg, keine Wahl | Bürgerkrieg, keine Wahl    | vakant              |
| Missouri      | John B. Henderson    | Unionist     | 1863                    | wiedergewählt              | John B. Henderson   |
| New Jersey    | John Renshaw Thomson | Demokrat     | 1862 oder 1863          | von Demokraten gehalten    | William Wright      |
| New York      | Preston King         | Republikaner | 3. Feb. 1863            | von Republikanern gehalten | Edwin D. Morgan     |
| Ohio          | Benjamin Wade        | Republikaner | 1863                    | wiedergewählt              | Benjamin Wade       |
| Pennsylvania  | David Wilmot         | Republikaner | 13. Jan. 1863           | Zugewinn Demokraten        | Charles R. Buckalew |
| Rhode Island  | James F. Simmons     | Republikaner | 1862                    | von Republikanern gehalten | William Sprague     |
| Tennessee     | vakant               | vakant       | Bürgerkrieg, keine Wahl | Bürgerkrieg, keine Wahl    | vakant              |
| Texas         | vakant               | vakant       | Bürgerkrieg, keine Wahl | Bürgerkrieg, keine Wahl    | vakant              |
| Vermont       | Solomon Foot         | Republikaner | 1862                    | wiedergewählt              | Solomon Foot        |
| Virginia      | Waitman T. Willey    | Unionist     | 1863                    | von Unionisten gehalten    | Lemuel J. Bowden    |
| Wisconsin     | James R. Doolittle   | Republikaner | 1863                    | wiedergewählt              | James R. Doolittle  |

- wiedergewählt: ein gewählter Amtsinhaber wurde wiedergewählt.

### Wahlen während des 38. Kongresses
Die Gewinner dieser Wahlen wurden nach dem 4. März 1863 in den Senat aufgenommen, also während des 38. Kongresses.
| Staat         | Amtierender Senator | Partei      | Nachwahl   | Datum         | Ergebnis                | Neuer Senator       |
| ------------- | ------------------- | ----------- | ---------- | ------------- | ----------------------- | ------------------- |
| Missouri      | Robert Wilson       | Unionist    | Klasse III | 13. Nov. 1863 | von Unionisten gehalten | B. Gratz Brown      |
| West Virginia | neuer Staat         | neuer Staat | Klasse I   | 4. Aug. 1863  | Zugewinn Unionist       | Peter G. Van Winkle |
| West Virginia | neuer Staat         | neuer Staat | Klasse II  | 4. Aug. 1863  | Zugewinn Unionist       | Waitman T. Willey   |

## Einzelstaaten
In allen Staaten wurden die Senatoren durch die Parlamente gewählt, wie durch die Verfassung der Vereinigten Staaten vor der Verabschiedung des 17. Zusatzartikels vorgesehen. Das Wahlverfahren bestimmten die Staaten selbst, es war daher von Staat zu Staat unterschiedlich. Teilweise ergibt sich aus den Quellen nur, wer gewählt wurde, aber nicht wie.
Das Third Party System der Parteien in den Vereinigten Staaten bestand aus der Demokratischen Partei, die hauptsächlich in den Südstaaten stark war, sowie der gemäßigt abolitionistischen, im Norden verankerten Republikanischen Partei. Zeitweise konnte auch die Unionist Party Senatoren stellen.